# Wilhelm Hollandmoritz
Wilhelm Hollandmoritz (* 6. März 1891 in Albrechts; † 3. Dezember 1943 in Ichtershausen) war ein deutscher kommunistischer Widerstandskämpfer gegen den Nationalsozialismus.

## Leben
Geboren als erstes von fünf Kindern der Arbeiterfamilie des Schlossers August Hollandmoritz und seiner Frau Anna. Außerdem bearbeitete die Familie ein Stück Land und hielt sich Tiere zur Eigenversorgung. Nach dem Besuch der Volksschule erlernte er den Beruf des Mechanikers. Im Jahre 1908 wurde er Mitglied im Deutschen Metallarbeiter-Verband (DMV), dem in Albrechts 95 Arbeiter angehörten. Er wurde auch Mitglied in der SPD und beteiligte sich in seiner Freizeit im Arbeiterturn- und einem Arbeitergesangverein, bis diese 1933 aufgelöst wurden. Zwischen 1917 und 1918 war er Soldat der kaiserlichen Heeres und an den Fronten in Ostpreußen und den Masuren eingesetzt. Im Jahre 1918 schloss er sich dem Spartakusbund an, und danach wurde er Mitglied in der KPD. Frühzeitig erkannte er die aufkommende Gefahr, die der jungen Republik von rechts drohte und arbeitete dabei mit dem Albrechtser Bürgermeister Hermann Jentsch zusammen, der 1920 ein Waffenlager von 60 Infanteriegewehren angelegt hatte, um Arbeiter im Notfall bewaffnen zu können. Nach dem Scheitern des Kapp-Putsches versteckte Wilhelm die Waffen in einem ungenutzten Keller eines stillgelegten Betriebes. 1923 hat er eine Arbeiterwehr befehligt, um sich dem Hitlerputsch bei seinem geplanten Marsch auf Berlin entgegenstellen zu können. Doch die Reichswehr unterstützte die Putschisten, so dass Wilhelm untertauchen musste. Hollandmoritz war Mitglied des Gemeinderates und seit 1927 auch des Kreistages von Schleusingen. Seit 1925 arbeitete er als Maschinist im Simsonwerk von Heinrichs in der Energieanlage. Auch im Elternbeirat vertrat er die KPD. An sogenannten „Landsonntagen“ wurden auch Landwirte über die faschistische Gefahr aufgeklärt. In der Gaststätte „Linsenhof“, in der „Regenberghütte“ und in der „Nudelhütte“ fanden ebenfalls Treffen von Antifaschisten statt, die sich dort austauschten. Mit Adolf Anschütz, Ernst und Fritz Albrecht und Fritz Köhler entwarf er Flugblätter, die in Rüstungsbetrieben verteilt wurden. Er war 1933 auch an der Vorbereitung einer Großkundgebung gegen die Bildung der Hitler-Regierung in Suhl beteiligt. Von März bis September 1934 wurde er von der Gestapo in „Schutzhaft“ genommen und wurde in Berlin-Plötzensee und in das KZ Sonnenburg eingeliefert. Nach seiner Entlassung fand er in Sömmerda Arbeit. Ab 1935 durfte er nicht mehr in einem Großbetrieb arbeiten, sondern musste sich einen kleineren suchen. Seine neue Arbeitsstelle wurde das Simson-Werk, wo er wiederum mit Flugblättern und in Mund-Propaganda seine Kollegen aufforderte, sich der Kriegsvorbereitung zu verweigern. Von Theodor Neubauer und Magnus Poser erhielt er Hinweise, wie die Widerstandsarbeit wirksamer gestaltet werden könnte. Bei der Massenverhaftung vom 3. September 1943, ausgelöst durch den Verräter Fritz Klett, wurde er mit verbundenen Augen und gefesselt in die Garagen der Suhler Gendarmerieschule verbracht und anschließend in das Landesgefängnis Ichtershausen. Hier wurde er in Ketten gelegt und mehrmals am Tag verhört, wobei er schwere Misshandlungen erleiden musste. In der Todesnachricht gaben die Gefängnisbeamten an, er sei am Morgen des 4. Dezember mit durchgeschnittener Kehle in seiner Zelle gefunden worden. Die angegebene Todesursache „Selbstmord“ muss angezweifelt werden, denn der Sarg durfte vor der Einäscherung nicht mehr geöffnet werden.
Hollandmoritz war seit 1915 verheiratet mit Fanny Endter, mit der er den Sohn Alfred hatte.

## Erinnerung
Auf dem Albrechtser Friedhof Am Bock erinnert ein Gedenkstein an ihn.